# Макевенсвил (Пенсилванија)
Макевенсвил (енгл. McEwensville) град је у америчкој савезној држави Пенсилванија.

## Демографија
По попису из 2010. године број становника је 279, што је 35 (-11,1%) становника мање него 2000. године.
| Група             | 2000.       | 2010.       |
| Белци             | 308 (98,1%) | 266 (95,3%) |
| Афроамериканци    | 5 (1,6%)    | 9 (3,2%)    |
| Азијати           | 0 (0,0%)    | 1 (0,4%)    |
| Хиспаноамериканци | 1 (0,3%)    | 0 (0,0%)    |
| Укупно            | 314         | 279         |